# Liste der Universitäten in Italien
Die Liste der Universitäten in Italien umfasst insgesamt 77 staatlich anerkannte Universitäten, davon 66 staatliche Volluniversitäten, 4 staatliche Technische Universitäten, 29 „nichtstaatliche“ (staatlich anerkannte) Universitäten, 7 Universitäten päpstlichen Rechts, 3 sogenannte (staatliche) Ausländeruniversitäten, 11 private Fernhochschulen (Università Telematiche) und weitere spezialisierte Hochschuleinrichtungen. Ferner gibt es zahlreiche Hochschulen für Kunst, Musik und Tanz (Alta Formazione Artistica, Musicale e Coreutica, AFAM), wozu auch Design, Mode und Restauration zählen. In Italien gibt es etwa 1,8 Millionen Studenten (in Deutschland etwa 2,9 Mio.).

## Die zehn größten staatlichen Universitäten in Italien
| Platz | Universität                    | Studentenzahl | Gründungsjahr |
| ----- | ------------------------------ | ------------- | ------------- |
| 1     | Universität La Sapienza (Rom)  | ca. 103.000   | 1303          |
| 2     | Universität Bologna            | ca. 82.000    | 1088          |
| 3     | Universität Neapel Federico II | ca. 75.000    | 1224          |
| 4     | Universität Padua              | ca. 63.000    | 1222          |
| 5     | Universität Mailand            | ca. 61.000    | 1923          |
| 6     | Universität Bari               | ca. 60.000    | 1925          |
| 7     | Universität Florenz            | ca. 54.000    | 1321          |
| 8     | Polytechnikum Mailand          | ca. 47.000    | 1863          |
| 9     | Universität Pisa               | ca. 45.000    | 1343          |
| 10    | Universität Palermo            | ca. 40.000    | 1806          |

## Staatliche Universitäten
- Universität Bari
- Universität Bergamo
- Universität Bologna (Bologna)
- Universität Brescia
- Universität Cagliari
- Universität Camerino
- Universität Cassino
- Universität Catania (Catania)
- Universität Chieti-Pescara (Universität Gabriele D’Annunzio) (in Chieti und Pescara)
- Universität Ferrara (Ferrara)
- Universität Florenz (Florenz)
- Universität Foggia
- Universität Genua
- Universität Insubria (in Varese)
- Universität Kalabrien (in Cosenza)
- Universität L’Aquila
- Universität Macerata
- Universität Mailand
- Universität Mailand-Bicocca
- Universität Magna Graecia (in Catanzaro)
- Universität Messina (in Messina)
- Universität Modena und Reggio Emilia
- Universität Molise (in Campobasso)
- Universität Neapel Federico II
- Universität Neapel Parthenope
- Universität Neapel II
- Universität Neapel L’Orientale
- Universität Ostpiemont (in Vercelli)
- Universität Padua (in Padua)
- Universität Palermo
- Universität Parma (in Parma)
- Universität Pavia (in Pavia)
- Universität Perugia
- Universität Pisa
- Universität Potenza (auch Università della Basilicata, Potenza)
- Universität Reggio Calabria (Kalabrien)
- Universität La Sapienza (Rom)
- Universität Tor Vergata (Rom)
- Universität Rom III (Rom)
- Universität Foro Italico (Rom)
- Università del Salento
- Universität Salerno
- Universität Sannio (in Benevent)
- Universität Sassari
- Universität Siena
- Universität Teramo (Teramo)
- Universität Triest (Triest)
- Universität Trient
- Universität Turin
- Universität Tuscia (in Viterbo)
- Universität Udine
- Universität Urbino (Universität Carlo Bo)
- Universität Venedig (Ca' Foscari) (Venedig)
- IUAV (Università IUAV di Venezia: Istituto Universitario di Architettura di Venezia)
- Universität Verona

## Technische Universitäten
- Polytechnikum Bari (auch Polytechnische Universität Bari)
- Polytechnikum Mailand (auch Polytechnische Universität Mailand)
- Università Politecnica delle Marche in Ancona seit 2003
- Polytechnikum Turin (auch Polytechnische Universität Turin)
- Politecnico delle Arti e del Design di Firenze (Florenz)[2]

## Nichtstaatliche Universitäten

### Öffentliche Körperschaften
- Università della Valle d’Aosta (französischsprachig)
- Freie Universität Bozen (Bozen, Brixen, Bruneck) (FUB, LUB; deutsch-, italienisch-, englisch- und ladinischsprachig)
- Universität Enna (Kore-Stiftung, Sizilien)

### Private Universitäten
- Libera Università Mediterranea Giuseppe Degennaro (Casamassima)
- LUM Jean Monnet (Libera Università mediterranea) in Castellanza (Provinz Varese)
- Freie Universität Carlo Cattaneo in Castellanza (LIUC)
- IULM (Libera Università di lingue e comunicazione) (Mailand)
- Katholische Universität vom Heiligen Herzen, Mailand (größte Privatuniversität Europas)
- Università Ambrosiana (Milano)[3]
- Università Vita-Salute San Raffaele (Mailand)
- Università Commerciale Luigi Bocconi (Mailand)
- UNISOB (Universität Suor Orsola Benincasa) in Neapel[4]
- Humanitas University (Pieve Emanuele, Bergamo, Rozzano)
- Libera Università degli Studi Per l’Innovazione e le Organizzazioni (Name seit 2013), ex Università degli Studi Internazionali di Roma (UNINT), Libera Università Internazionale degli Studi Sociali (LUISS),  Libera Università St. Pius V. in Rom
- Libera Università Maria Ss. Assunta (LUMSA) in Rom
- Saint Camillus International University of Health Sciences (Rom)[5]
- Università Campus Bio-Medico in Rom (Opus Dei)
- Università Europea di Roma
- John Cabot University in Rom
- American University of Rome

### Fernhochschulen
| Name                                               | Sitz                 | Studenten |
| -------------------------------------------------- | -------------------- | --------- |
| Università degli Studi e-Campus                    | Novedrate (CO)       | 36.044    |
| Università telematica Universitas Mercatorum       | Rom                  | 32.648    |
| Università telematica "Pegaso"                     | Neapel               | 27.887    |
| Università degli Studi „Niccolò Cusano“ telematica | Rom                  | 26.140    |
| Università telematica internazionale "UniNettuno"  | Rom                  | 13.664    |
| Università telematica „Guglielmo Marconi“          | Rom                  | 9902      |
| Università telematica San Raffaele                 | Rom                  | 5619      |
| Università telematica UNITELMA Sapienza            | Rom                  | 2635      |
| Università telematica Giustino Fortunato           | Benevento            | 946       |
| Università telematica degli studi IUL              | Florenz              | 286       |
| Università telematica "Leonardo da Vinci"          | Torrevecchia Teatina | 87        |

## Päpstliche Universitäten
7 Universitäten päpstlichen Rechts:
- Päpstliche Universität Antonianum, Rom (Franziskaner)
- Päpstliche Universität Gregoriana, Rom (Jesuiten)
- Päpstliche Lateranuniversität, Rom
- Päpstliche Universität der Salesianer, Rom (Salesianer Don Boscos)
- Päpstliche Universität Santa Croce, Rom (Opus Dei)
- Päpstliche Universität Heiliger Thomas von Aquin, Rom (Dominikaner)
- Päpstliche Universität Urbaniana, Rom

## Ausländeruniversitäten
- Ausländeruniversität Perugia
- Università per Stranieri “Dante Alighieri” Reggio Calabria
- Ausländeruniversität Siena

## AFAM-Institute
AFAM-Institute (Alta Formazione Artistica, Musicale e Coreutica = Höhere Bildung in Kunst, Musik [und Tanz]) sind:
- Staatliche Akademien der Schönen Künste (in Rom und zahlreichen größeren Städten)
- Gesetzlich anerkannte Akademien der Schönen Künste
- Höhere Schulen für Design (ISIA)
- Staatliche Musikkonservatorien (das größte ist das Conservatorio Giuseppe Verdi in Mailand)
- Höhere Einrichtungen für Musikstudien
- Accademia nazionale di danza in Rom[7]
- Accademia nazionale d’arte drammatica in Rom
- Centro Sperimentale di Cinematografia in Rom

## Spezialisierte Hochschulen
- Scuola Normale Superiore, Pisa, Florenz
- Scuola Superiore Sant’Anna, Pisa
- Scuola Internazionale Superiore di Studi Avanzati (SISSA), Triest
- Internationales Zentrum für Theoretische Physik, Triest (ICTP)
- Europäisches Hochschulinstitut, Florenz
- Alta Scuola Politecnica
- ESCP Europe (Turin)
- Scuola IMT Alti Studi Lucca